# 志乃原良子
志乃原 良子（しのはら よしこ、1948年9月10日 - ）は、大阪府出身の女優。

## 来歴・人物
趣味は旅行、キャンプ、テニス。
特技は洋裁、着付。
地元の関西を中心に活動し、特に時代劇に多くゲスト出演した。

## 出演

### テレビドラマ
- 俺は用心棒 第2シリーズ 第25話「幽明の町」（1969年）
- 遠山の金さん捕物帳（NET / 東映）
  - 第22話「悪い目に賭けた女」（1970年） - おまさ
  - 第94話「大阪から来た男」（1972年） - お葉
  - 第105話「幽霊を化かした男」（1972年） - 八重
  - 第142話「七万石を拾った男」（1973年） - 雪路
- 軍兵衛目安箱 第5話「百万人の声」（1971年、NET / 東映） - その江
- 女人平家（1971年 - 1972年、朝日放送） - 菊女
- 木枯し紋次郎 第2リーズ 第7話 「海鳴りに運命を聞いた」（1972年12月30日、CX / C.A.L）
- ナショナル劇場（TBS）
  - 水戸黄門
    - 第1部 第22話「決斗・砂塵の宿 -金津-」（1969年12月29日） - おみよ
    - 第2部 第24話「悪い奴ら -宮津-」（1971年3月8日） - お梅
    - 第6部 第25話「海道一の大盗人 -金谷-」（1975年9月15日） - おせき
    - 第7部 第30話「おふくろさまは山びこ -上田-」（1976年12月13日） - お芳
    - 第8部 第19話「人情灘の生一本 -兵庫-」（1977年11月21日） - お常
    - 第9部 第9話「黄門さまの父子裁き -弘前-」（1978年10月2日） - おつや
    - 第10部 第5話「鬼庄屋は黄門様に瓜二つ -沼津-」（1979年9月10日） - およし
    - 第13部 第15話「三葉葵を盗んだ男 -津山-」（1983年1月24日） - お種
    - 第14部
      - 第18話「人情紅花夫婦染 -米沢-」（1984年2月27日） - 女房
      - 第26話「湯けむり格さん子守唄 -山中-」（1984年4月23日） - 百姓の女房

    - 第15部
      - 第7話「無法を砕く大草原の血闘 -阿蘇-」（1985年3月11日） - おとき
      - 第13話「娘が救った酔いどれ大工 -山口-」（1985年4月22日） - おまつ
      - 第23話「鬼庄屋にされた黄門様 -篠山-」（1985年7月1日） - およし

    - 第16部 第21話「友禅救った大芝居 -金沢-」（1986年9月15日） - 玉吉の女房
    - 第17部 第14話「馬が蹴散らす悪企み -琴平-」（1987年11月30日） - おつね
    - 第18部 第26話「怨念渦巻く祭の宿 -豊川-」（1989年3月13日） - お豊
    - 第19部 第19話「人情娘馬子唄 -郡上八幡-」（1990年2月5日） - おそで
    - 第21部
      - 第25話「酔いどれ仁術 -糸魚川-」（1992年9月21日） - 杉野井の妻
      - 第32話「世直し旅よ永遠に -江戸-」（1992年11月9日）

    - 第22部 第17話「正義で織った大島紬 -鹿児島-」（1993年9月6日） - 以弥
    - 第24部 第21話「鬼と呼ばれた父の真実 -鳥取-」（1996年2月12日） - 世津
    - 第27部
      - 第8話「黄門様はニセ黄門!? -横手-」（1999年5月10日） - おくま
      - 第27話「恩を返した風来坊 -松井田-」（1999年9月20日） - おさよの母

    - 第29部 第17話「酒と涙と隠居と女将 -高遠-」（2001年7月23日） - まさ
    - 第32部 第3話「おらが蕎麦は日本一 -小諸-」（2003年8月11日） - よし
    - 第36部 第20話「祇園の夜の大騒動! -京都-」（2006年12月18日） - 紫乃
    - 第37部 第5話「陰謀砕いた美人姫 -越後高田-」（2007年5月7日） - 松乃
    - 第38部 第12話「縁は切られぬ偽親子 -岐阜-」（2008年3月24日） - おみね

  - 大岡越前（C.A.L）
    - 第4部 第13話「除夜の鐘」（1974年12月30日） - 東条こよ
    - 第5部 第9話「大奥の陰謀」（1978年4月3日） - 梅乃 役
    - 第6部 第7話「勇気ある証言」（1982年4月19日） - お邦 役
    - 第8部 第12話「情は人の為ならず」（1984年10月8日） - お里
    - 第9部 第16話「兄を殺した非道医者」（1986年2月10日） - 藤掛ひさ
    - 第10部 第19話「掏った財布で恩返し」（1988年7月4日） - お芳
    - 第14部 第3話「将軍様は金魚迷惑」（1996年7月1日）

  - 江戸を斬る（C.A.L）
    - 江戸を斬るII 第15話「めで鯛八五郎」（1976年2月16日）- 武井の妻
    - 江戸を斬るIII 第26話「八百八町は日本晴れ」（1977年7月11日）- おいよの方
    - 江戸を斬るV 第24話「瞼の母は女掏摸」（1980年7月28日）
    - 江戸を斬るVII 第8話「邪剣断った白頭巾」（1987年3月16日） - しま
    - 江戸を斬るVIII 第9話「桜吹雪の大芝居」（1994年3月28日） - およね

  - 水戸黄門外伝 かげろう忍法帖 第4話「怨霊! 鎧武者 -熊野-」（1995年6月12日）- 居酒屋の女将
  - 南町奉行事件帖 怒れ!求馬（C.A.L）
    - 南町奉行事件帖 怒れ!求馬 第13話「求馬危うし!」（1998年2月2日）
    - 南町奉行事件帖 怒れ!求馬II 第13話「孫の駈け落ち」（2000年1月31日） - 置屋の女将
- 燃えよ剣 第16話「残月油小路」（1970年、NET） - お京
- 素浪人 花山大吉 第85話「女が女にふられていた」（1970年、NET） - 雪路
- 熱血猿飛佐助 （1972年、TBS）
- 必殺シリーズ（ABC / 松竹）
  - 必殺仕掛人 第16話「命かけて訴えます」（1972年） - お清
  - 必殺仕置人 第7話「閉じたまなこに深い渕」（1973年） - お菊
  - 助け人走る 第14話「被害大妄想」（1974年） - お藤
  - 暗闇仕留人 第3話「売られて候」（1974年） - おりん
  - 必殺必中仕事屋稼業 第9話「からくり勝負」（1975年） - つね
  - 必殺仕置屋稼業 第15話「一筆啓上欺瞞が見えた」（1975年） - ちづ
  - 必殺仕業人
    - 第2話「あんたこの仕業どう思う」（1976年） - お光
    - 第13話「あんたこの神隠しどう思う」（1976年） - お久

  - 新・必殺仕置人（1977年）
    - 第14話「男狩無用」 - かね
    - 第26話「抜穴無用」 - さよ
    - 第35話「宣伝無用」 - おしず

  - 必殺からくり人 富嶽百景殺し旅 第1話「江戸 日本橋」（1978年） - おさき
  - 必殺仕事人 第58話「暴れ技田楽垂直刺し」（1980年） - お民
  - 新・必殺仕事人
    - 第14話「主水悪い夢を見る」（1981年） - お浦
    - 第34話「主水家でほっとする」（1982年） - 御台所

  - 新・必殺仕舞人 第1話「草津湯煙 血の煙」（1982年） - お俊 役
  - 必殺仕事人III 第15話「加代に死の宣告をしたのは主水」(1983年1月21日） - お仲 役
  - 必殺仕事人IV 第43話「秀 夕陽の海に消える」（1984年） - お涼 役
  - 必殺仕事人V 第3話「加代、ゴリムリンを売る」（1985年） - 妙心尼 役
  - 必殺仕事人V・風雲竜虎編 第15話「江戸大仏からくり開眼」（1987年） - おしま 役
  - 必殺仕事人・激突! 第16話「夢次、江戸のテレクラでバイトする」（1992年） - おしま 役
- 座頭市物語 第7話「市に小鳥がとまった」（1974年11月14日、CX / 勝プロ）
- 連続テレビ小説（NHK）
  - 火の国に（1976年 - 1977年）
  - ええにょぼ（1993年）
- 愛のファインダー （1976年、KTV）
- お耳役秘帳 第4話「六万石を喰う男」（1976年、KTV / 歌舞伎座テレビ） - お艶 役
- 遠山の金さん 杉良太郎版 第99話「奈落におちた玉の輿」（1977年、NET / 東映）- およし（おせいの妹）
- 人形佐七捕物帳 第5話「遺恨十年逆十手」（1977年、ANB） - おなか 役
- 桃太郎侍 （1976年 - 1981年、日本テレビ）
  - 第4話「甘くて苦い恋弁当」 - 小染
  - 第84話「無言で許す親心」
  - 第166話「おしゃれ殿様」 - 遊女
- 風鈴捕物帳 第2話「目撃者は殺せ!」（1978年、ANB）
- 日曜恐怖シリーズ「穴の牙」 （1979年、KTV）
- 斬り捨て御免! 第1シリーズ 第18話「女たちの仇討ち無情」（1980年、12Ch） - りく 役
- 影の軍団II 第6話「魔界に消えた女」 (1981年11月10日、KTV / 東映） - 松谷
- 土曜ワイド劇場「京都殺人案内4・亡き妻に捧げる犯人」（1981年、ABC）
- 江戸の用心棒 第18話「浮気の現場」（1981年、CX）
- 長七郎天下ご免! 第65話「鬼っ子江戸を走る!」（1981年、テレビ朝日） - おまつ
- 暴れん坊将軍シリーズ （ANB / 東映）
  - 吉宗評判記　暴れん坊将軍 第163話「鬼女を哭かせた腰抜侍」（1981年）- いね 役
  - 暴れん坊将軍II
    - 第53話「春に切ない夢芝居!」（1984年） - おとき 役
    - 第77話「こんな悪事が俺にも出来た!?」（1984年） - おさと 役

  - 暴れん坊将軍III
    - 第8話「晴れて夫婦の目安箱」（1988年） - お律 役
    - 第16話「三つ葉葵は地獄の紋章!?」（1988年） - 芸者
    - 第30話「阿呆と呼ばれた名将軍」（1988年） - お種 役
    - 第59話（SP）「みちのく血判状! 魔性の谷の決戦!!」（1989年）
    - 第106話（SP）「激闘! 大阪城、吉宗に挑む豊臣一族!」（1990年）

  - 暴れん坊将軍IV 第26話（SP）「江戸城反乱! 連判状に仕掛けられた罠!!」（1991年）
  - 暴れん坊将軍VIII 第8話「怒りの吉宗　棺おけの中の策略」（1997年） - とめ 役
- 遠山の金さん（ANB/東映） ※高橋英樹版
  - 第1シリーズ
    - 第74話「越後三味線・さすらいの女!」（1983年）
    - 第104話「女賞金稼ぎ! 緋ぼたんおりんII」（1984年）

  - 第2シリーズ 第35話「女賞金稼ぎ・陽炎のお仙!」（1986年）- お里 役
- 大奥 第40話「消えた女の伝説」（1983年、KTV）
- 怪人二十面相と少年探偵団 第13,14回（1983年、KTV / 宝塚映像） - 中尾和恵 役
- 新・なにわの源蔵事件帳 第4話「船場の秋」（1983年、NHK）
- 連続アクチュアルドラマ・部長刑事 第1335話「かなしい家族」（1984年、ABC）
- 長七郎江戸日記 （NTV系 / ユニオン映画）
  - 第1シリーズ
    - 第1話「風流双面（ふたおもて）草紙」（1983年）- お福 役
    - 第7話「風流あずま歌」（1983年）- 志津 役
    - SP-4「柳生の陰謀」（1984年）- お志津 役
    - 第70話「泣くな!寅」（1985年）- お時の方 役
    - 第81話「鬼の目に涙」（1985年）- 浦尾 役

  - 第2シリーズ
    - 第9話「地獄を覗いた姫君」（1988年）- 喜多 役
    - 第22話「捨て身の説得」（1988年）- いね 役
    - 第27話「千切れ雲、縁の旅」（1988年）- ふく 役
    - 第42話「まかない屋第42話（1989年）- おすが 役
    - 第62話「十年目の危機」（1989年）- お久 役

  - 第3シリーズ　第21話「罠に掛った長七郎」（1991年）- お蘭の方 役
- 乱歩賞作家サスペンス「出張の夜」（1989年、KTV）
- 付き馬屋おえん事件帳 第1シリーズ 第6話「江戸の黒い霧けじめつけさせて貰います」（1990年、12Ch / 松竹）
- 勝海舟 (1990年のテレビドラマ)（1990年） - 阿茶の局 役
- 銭形平次（CX） ※北大路欣也版
  - 第1シリーズ 第13話「大捕物」（1991年）
  - 第2シリーズ 第16話「疑惑の影」（1992年）
  - 第4シリーズ 第8話「百鬼夜行」（1994年）
- 鬼平犯科帳（CX / 松竹）
  - 第3シリーズ
    - 第3話「馴馬の三蔵」（1991年）
    - 第11話「夜鷹殺し」（1992年）

  - 第5シリーズ 第3話「蛙の長助」（1994年）
  - 第6シリーズ 第11話「五月闇」（1995年11月1日）
  - 第7シリーズ 第6話「殺しの波紋」（1997年） - 多加 役
- 赤かぶ検事の逆転法廷 第8話「ロケーション殺人事件」（1992年）
- 八百八町夢日記 第2シリーズ 第13話「ツいてない男」（1992年、NTV / ユニオン映画） - お浜 役
- 半七捕物帳 第3話「娘いれずみ鬼十手」（1992年、NTV / ユニオン映画） - お峰 役
- 闇を斬る!大江戸犯科帳 第21話「流人の島から来た娘」（1993年、NTV / ユニオン映画）
- 名奉行 遠山の金さん 第6シリーズ 第10話「老盗賊が捨てた娘」（1994年、ANB / 東映） - お敬 役
- 夜桜お染（2003年） - 月春院 役
- 新・いのちの現場から2 第31話（2006年、TBS） - 山城裕子 役
- 逃亡者 おりん 第6話「雨の親子情話」（2006年、TX） - お美津の母 役
- 新春ワイド時代劇 寧々〜おんな太閤記 第1部「おかかの務め～桶狭間から本能寺へ」（2009年1月2日、TX）

### テレビアニメ
- じゃりン子チエ（1981年） - 山下ノブ子
- チエちゃん奮戦記 じゃりン子チエ（1991年） - ノブ子

### 映画
- 火垂るの墓（1988年） - 清太、節子の母（声）
- 隠し剣 鬼の爪（2004年）